# Паміро-ферганська раса

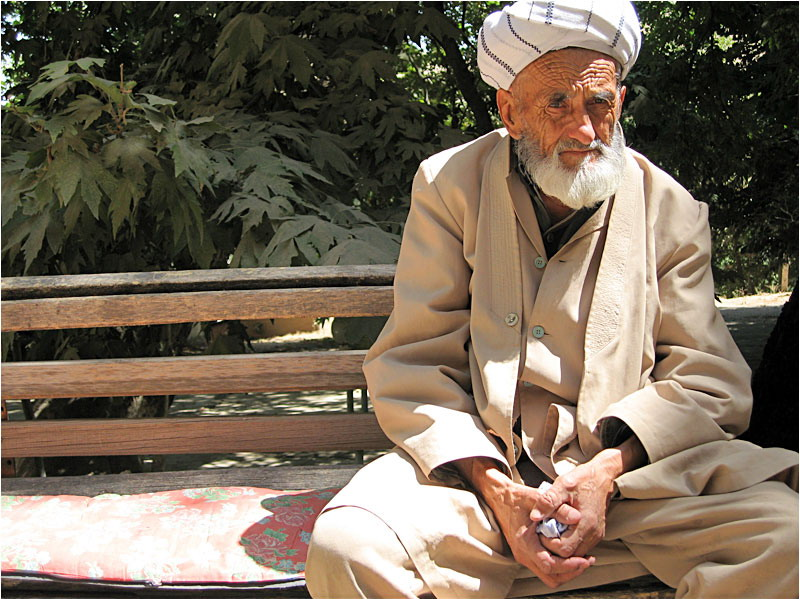
Старий узбек

Паміро-ферганська раса — найсхідніша суб-раса європеоїдної раси. Розповсюджена в Центральній Азії, в основному: таджики та узбеки. Характеризується середнім зростом, тамним волоссям, різкою брахікефалією, смуглявою шкірою та виступаючим носом. Сильний розвиток третинного волосяного покриву.
В період бронзової доби, паміро-ферганський тип був широко представлений на території Середньої Азії серед індоєвропейського населення.

## Походження
В СРСР жителів Середньої Азія було прийнято розрізняти на монголоїдний південно-сибірський тип та європеоїдний паміро-ферганський, причому за еталон середньоазійських європеоїдів були взяті таджики и узбеки. Радянські антропологи вважали, що паміро-ферганський тип являє собою древню метисацію палеоєвропеоїдної раси із місцевою середземноморською, в результаті якого паміро-ферганці успадкували масивне обличчя від палеоєвропеоїдів, а від середземноморців — смугляву шкіру, темне волосся та очі.